# Praskrluparji
Praskrluparji (znanstveno ime Merostomata) so starodaven razred pipalkarjev, ki so se prvič pojavili v kambriju pred več kot 500 milijoni let. Do danes so od te razmeroma velike skupine preživele štiri vrste, ki jih vse uvrščamo med ostvarje in se od pradavnine praktično niso spremenile, zato jih obravnavamo kot žive fosile.
Predstavniki, tako fosilni kot danes živeči, so vodne živali. Druži jih lastnost, da imajo pet do šest parov okončin na zadku, ki so spremenjene v škrge, in bičast rep na koncu zadka.
Večina praskrluparjev je v dolžino merila največ nekaj deset centimetrov, med fosilnimi ostanki pa najdemo primerke, ki so bili največji členonožci vseh časov. Tako so leta 2007 arheologi našli fosilizirano kleščo predstavnika vrste Jaekelopterus rhenaniae iz reda Eurypterida, iz katere sklepajo, da je žival, ki jo je nosila, v dolžino merila okrog 2,5 metra.

## Taksonomija
Praskrluparje klasično delimo na dva redova, ostvarje (znanstveno ime Xiphosura) in red Eurypterida, ki ga imenujejo tudi morski škorpijoni. Nekateri avtorji so mnenja, da je skupina parafiletska, saj naj bi bili »morski škorpijoni« bolj sorodni današnjim pajkovcem kot ostvarjem, zato zagovarjajo opustitev taksona, a se to poimenovanje v večini virov še vedno pojavlja, včasih brez vključitve reda Eurypterida. V nekaterih drugih virih obravnavajo oba redova kot samostojna razreda znotraj pipalkarjev.